# Архипова, Татьяна Валерьевна
Татья́на Вале́рьевна Архи́пова1 (урожд. Петро́ва, род. 8 апреля 1983, Урмарский район, Чувашская АССР) — российская легкоатлетка. Двукратный бронзовый призёр Олимпийских игр (2008, 2012). Серебряный призёр чемпионата мира 2007 в беге на 3000 метров с препятствиями.

## Результаты
| Год  | Соревнования                   | Город        | Дата           | Дистанция              | Результат  | Место       |
| ---- | ------------------------------ | ------------ | -------------- | ---------------------- | ---------- | ----------- |
| 2002 | Чемпионат мира (среди юниоров) | Кингстон     | 16 июля        | 3000 м                 | 9.17,83    | 4           |
| 2002 | Чемпионат мира (среди юниоров) | Кингстон     | 21 июля        | 5000 м                 | 16.04,10   | 6           |
| 2006 | Чемпионат Европы               | Гётеборг     | 12 августа     | 3000 м с препятствиями | 9.28,05    | II          |
| 2006 | Кубок мира                     | Афины        | 16—17 сентября | 3000 м с препятствиями | 9.36,50    | 5           |
| 2007 | Чемпионат мира                 | Осака        | 27 августа     | 3000 м с препятствиями | 9.09,19 PB | II          |
| 2008 | Олимпийские игры               | Пекин        | 15 августа     | 3000 м с препятствиями | 9.28,85    | 1 (забег 2) |
| 2008 | Олимпийские игры               | Пекин        | 17 августа     | 3000 м с препятствиями | 9.12,33    | III         |
| 2009 | Марафон Лос-Анджелеса          | Лос-Анджелес | 25 мая         | марафон                | 2:25.59    | 1           |
| 2012 | Олимпийские игры               | Лондон       | 5 августа      | марафон                | 2:23.29 PB | III         |

## Биография
Окончила Большеяниковскую среднюю школу, где начала тренироваться. Воспитанница Урмарской ДЮСШ им. А. Ф. Фёдорова, Республиканской ШВСМ им. А. Игнатьева и Новочебоксарской специализированной ДЮСШ олимпийского резерва № 3. Окончила Чебоксарский политехнический институт Московского открытого университета.В 2019 году стала победительницей Московского полумарафона, установив рекорд трассы. Время преодоления дистанции в 21.1 км составило 1 час 12 минут.

## Семья
Мать — Людмила Васильевна, младший брат — Иван, младшая сестра — Мария.

Замуж Татьяна вышла в 2011 году, муж — Василий Архипов, мастер спорта по вольной борьбе, выступал за Республику Татарстан. Свекор и одновременно первый тренер Татьяны (школьный учитель физической культуры) — Юрий Порфирьевич Архипов, свекровь — Галина Ивановна, директор школы, в которой училась Татьяна.

## Награды
- Медаль ордена «За заслуги перед Отечеством» II степени (13 августа 2012 года) — за большой вклад в развитие физической культуры и спорта, высокие спортивные достижения на Играх XXX Олимпиады 2012 года в городе Лондоне (Великобритания)[11].
- Заслуженный мастер спорта России (20 августа 2012 года)[12].
- Медаль ордена «За заслуги перед Чувашской Республикой» (2012)[6][5].

## Комментарии
- ↑  Фамилия по паспорту — Архипова, на Олимпийских играх в Пекине и Лондоне выступала под фамилией Петрова-Архипова[8]